# Oratorio Elmas
Il Gruppo Sportivo Oratorio Elmas è la principale società di pallacanestro di Elmas.

## Storia
La società ASD Gruppo Sportivo Oratorio Elmas viene costituita nel 1975 grazie a don Pietro Meledina, allora parroco di Elmas e a Gino Argiolas che fu anche il primo presidente. Per Don Pietro l'oratorio era un luogo di crescita e di confronto, quindi di socializzazione per i giovani, Gino Argiolas sentì il desiderio di appoggiarlo per far nascere una società sportiva che aggregasse maschi e femmine, a livello oratoriano; grazie al sostegno e alla disponibilità di alcuni amici del presidente Argiolas nacque così il G.S. Oratorio Elmas. 
Vennero attrezzati due campi all'aperto ed iniziò subito l'attività sportiva; il primo allenatore a guidare una squadra del G.S. Oratorio Elmas fu Memmo Lopis e la prima partita ufficiale li vide sconfitti per 45 a 1 contro lo Sporting Karalis. 
Alla fine del 1975 la società contava tra gli iscritti 359 ragazzi e 390 ragazze. 
Nel 2004-05 ha preso parte alla Serie A2 ed è giunta sedicesima nel Girone Sud, retrocedendo in Serie B1. Dopo una stagione, nel 2006 ha rinunciato alla terza serie.
Ripartita dai campionati regionali, nel maggio 2009 la squadra ha preso parte agli spareggi di Serie B per la promozione in B d'Eccellenza ed è stata eliminata dalle Stelle Marine Ostia, malgrado la vittoria nella partita di ritorno. Prima nella classifica per il ripescaggio, in luglio viene ripescata in B1.